# Irving Oil
Pour les articles homonymes, voir Irving.
Irving Oil, est une entreprise néo-brunswickoise productrice et exportatrice de produits pétroliers.

## Description
Irving Oil possède la plus importante raffinerie de pétrole au Canada, dans la ville de Saint-Jean.
Kenneth Colin Irving a fondé l'entreprise Irving Oil Limited en 1924 à Bouctouche, au Nouveau-Brunswick, alors qu'il était âgé de 25 ans. Il déménagea à Saint-Jean en 1931 pour y ouvrir une concession Ford et une usine de lubrifiants. L'entreprise prit de l'expansion dans le reste des Maritimes durant les années 1930, au Québec en 1940, à Terre-Neuve en 1949 et au Maine en 1972.
Une station-service d'Irving datant des années 1930 a été reconstruite au Village historique acadien. Elle se trouvait à Sackville.

## Controverses

### Accident Ferroviaire de Lac Mégantic
À la suite de l'accident ferroviaire de Lac-Mégantic de 2013, la compagnie a été reconnue coupable de négligence à propos du transport de son pétrole dans : la compagnie fut condamné en 2017 à verser une amende de 4 millions de dollars.

### Accusations de monopole
La situation économique d'Irving au Nouveau-Brunswick est qualifié par beaucoup de monopole,,.